# Ортенсія Маркарі
Ортенсія Маркарі (порт. Hortência Marcari, 23 вересня 1959) — бразильська баскетболістка.
Срібна призерка Олімпійських Ігор 1996 року, учасниця 1992 року.
Переможниця Панамериканських ігор 1991 року, срібна призерка 1987 року, бронзова призерка 1983 року.
Чемпіонка світу 1994 року.